# Jørn Lund
Jørn Lund (n. 26 august 1944, Astrup⁠(d), Regiunea Nordjylland, Danemarca) este un ciclist danez, medaliat olimpic. A participat la 2 ediții ale Jocurilor Olimpice (1972, 1976) în care a câștigat o medalie de bronz.